# Banca di Papua Nuova Guinea
La banca di Papua Nuova Guinea è la banca centrale dello stato oceanico di Papua Nuova Guinea.
La valuta ufficiale è la kina papuana.